# مدرسة ابن مفيريج التاريخية
مدرسة ابن مفيريج التاريخية أو آل مفيريج؛ هي مدرسة تأسست في مدينة الرياض عام 1879هـ / 1297هـ. 

## المؤسس
أسس المدرسة وكان صاحبها هو الشيخ عبدالرحمن بن مفيريج، وساعده الأيمن أخوه الشيخ عبدالله بن مفيريج. 
ولد الشيخ عبدالرحمن بن مفيريج عام 1270 هـ في عهد الإمام فيصل بن تركي (إمام الدولة السعودية الثانية) وكان والده ناصر بن مفيريج من الذين رافقوا الإمام فيصل الى مصر ومكث معه هناك إلى أن رجع، حيث كان والده ناصر من خاصة الإمام فيصل ومن فرسان أهالي الرياض، ولا يستبعد أنه شارك الإمام بمعاركه، كما شارك مع الإمام عبدالله بن فيصل (الدولة السعودية الثانية) حينما كان نائبًا عن أبيه في بعض المعارك، إلا أن والده ناصر قتل في معركة أم العصافير سنة 1301 هـ. 
نشأ عبدالرحمن بن مفيريج في الرياض وعاصر الدولة السعودية الثانية والدولة السعودية الثالثة، وقد تعلم وأخوه عبدالله بالمسجد الحرام، وقرأ صحيح البخاري ومسلم وسنن أبي داود وسند الإمام أحمد وبعض كتب ابن تيمية وابن القيم وكتب الفقه الحنبلي، وانضم الى حلقات الشيخ عبدالرحمن بن حسن وابنه الشيخ عبداللطيف، وسمع منهما كتب التوحيد والعقيدة والفقه فكانت حصيلة لا بأس بها من العلم الشرعي.
وبقي يعلم الطلاب في المدرسة حتى وفاته سنة 1353هـ.

## الوصف
بدأ نشاط المدرسة عام ١٨٧٩ م / ١٢٩٧ هـ وتقع شمال مسجد الشيخ عبدالله بن عبداللطيف وهي عبارة عن ثلاث حجرات صغيرة و كانت طريقة التعليم هي الكتابة على الألواح لتعلم الأحرف أو الآيات التي يراد للطالب حفظها.
قبل اقرار المدارس النظامية , منحت مدرسة ابن مفيريج أهالي الرياض القديمة فرصة لتعليم و تربية أبنائهم جيلًا خلف جيل وكان المقابل المادي أمر يسير نظير جهودهم بتعليم أبنائهم كمنحهم حصاد القمح أو من موسم خراف النخيل.
خلال عصر الدولة السعودية الثالثة تحسن الوضع المادي للمُعلمين في هذه المدرسة، وتم تخصيص راتب شهري لكل مُعلم، وهو عشرة أصواع أرز، ونصف قلة تمر، وصاعان سكر، وصاعان من القهوة، ونصف صاع هيل، ونصف صاع شاهي، مع مبلغ مالي في الأعياد، أمّا وقت عمل هذه المدرسة فهو صباحي ومسائي، فوقت الصباح يبدأ التدريس حتى قبل آذان الظهر، ووقت المساء من بعد صلاة العصر إلى آذان المغرب، والمنهج المقرر لهذه المدرسة هو تعليم القرآن الكريم ومبادئ الفقه والتوحيد وأبجديات القراءة والكتابة والحساب وحفظ الأناشيد، طبعاً هذه المدرسة هي داخل قصر الحكم من الجهة الجنوبية، وفي عام 1345هـ أمر الملك عبدالعزيز بتخصيص منزل مستقل لمدرسة الأمراء القديمة، ويقع هذا المنزل بجوار مسجد الإمام عبدالرحمن بن فيصل المسمى مسجد الديوانية جنوب قصر المصمك، وكان الملك عبدالعزيز يتابع أحوال هذه المدرسة أولًا بأول؛ حيث يُرفع له تقرير عن مستوى كل طالب وقدراته ويجتمع مع أعضاء هيئة التدريس، وعندما يتم ختم أحد أبناء الأسرة المالكة القرآن الكريم يُخبر بذلك، حيث يتشرف الطالب أمام الملك عبدالعزيز بتلاوة آيات من القرآن الكريم.

## من طلاب المدرسة
درس في مدرسة ابن مفيريج عدد من الأمراء من آل سعود ومنهم: الأمير عبدالله بن جلوي بن تركي آل سعود، والأمير مساعد بن عبدالرحمن بن فيصل آل سعود، الأمير تركي الأول بن عبدالعزيز آل سعود، والملك سعود بن عبدالعزيز آل سعود، والأمير منصور بن عبدالعزيز آل سعود والأمير خالد بن عبدالعزيز آل سعود أيضا الأمير مساعد بن عبد الرحمن والملك فهد بن عبدالعزيز آل سعود، والأمير سعود بن هذلول، أمير القصيم سابقاً، والأمير فهد بن فيصل بن فرحان، أمين الرياض سابقاً. ، هذا ما ذكره الأستاذ الباحث والراوية فهد بن مفيريج في نبذته عن جدّه الشيخ عبدالرحمن بن مفيريج.

## اقفال المدرسة
بعد وفاة الشيخ عبدالرحمن واصل أخوه الشيخ عبدالله تدريس القرآن في مدرستهما في حي دخنة، وبعد وفاة الشيخ عبدالله بن مفيريج خلفه ناصر بن عبدالرحمن بن مفيريج واستمرت المدرسة حتى جيل الأحفاد، فالمقرئ الحفيد عبدالمحسن بن مفيريج درس في مدرسة جدّه حتى عام 1380هـ، وفي هذا التاريخ أغلقت مدرسة ابن مفيريج أبوابها بعد أعوام عديدة من التعليم والعطاء.